# Глумац
Глумац (женски род: глумица) је уметник који у позоришту, на филму, телевизији, радију или у другим медијима тумачи (глуми) одређену улогу, односно лик. Глумац користи своје тело, глас, емоције и интелект како би оживео лик и пренео причу или идеју публици. Глума је једна од најстаријих извођачких уметности.

## Дефиниција и улога
Улога глумца је да убедљиво и уверљиво представи лик који тумачи, у складу са сценаријем (драмским текстом) и визијом редитеља. Глумац је кључни посредник између ауторског дела и публике.
Основне компоненте глумачког рада укључују:
- Тумачење улоге: Анализа лика, његових мотивација, осећања, односа са другим ликовима и места у целокупној причи.
- Коришћење изражајних средстава: Употреба гласа (дикција, интонација, боја), тела (покрет, гест, мимика) и емоција за обликовање лика.
- Сарадња: Блиска сарадња са редитељем, другим глумцима и осталим члановима ауторске и техничке екипе.
- Процес проба: Увежбавање улоге и представе/филма кроз читајуће, постављајуће и генералне пробе.
- Извођење: Јавни наступ пред публиком (у позоришту) или снимање (на филму и телевизији).

## Историјски развој глуме (кратак преглед)
Корени глуме сежу у древне ритуале, обредне игре и приповедачке традиције.
- Античка Грчка: Сматра се колевком европског позоришта и глуме. Легенда каже да је Теспис био први глумац који се издвојио из хора и почео да води дијалог (VI век п.н.е.).[4] Грчки глумци су носили маске и костиме, а женске улоге су играли мушкарци.
- Римско позориште: Наставило је грчку традицију, али је развило и своје форме, попут пантомиме и ателане.
- Средњи век: Глума је била присутна у црквеним приказима (мистерије, миракли, моралитети), као и кроз наступе путујућих жонглера, минстрела и других извођача.
- Ренесанса: Доноси процват позоришта, посебно у Енглеској (елизабетанско позориште са Шекспиром) и Шпанији (Златни век). Формирају се професионалне глумачке трупе.
- XVII–XIX век: Развијају се различити глумачки стилови, од класицистичке декламације до романтичарске експресивности. У XIX веку јавља се тежња ка већем реализму на сцени.
- XX век: Доноси револуцију у глуми кроз рад Константина Станиславског и његовог "система", који наглашава психолошку утемељеност лика и унутрашње проживљавање.[5] Овај систем је извршио огроман утицај на глуму широм света. Развијају се и други приступи, попут методске глуме (Ли Стразберг), епског позоришта (Бертолта Брехта), театра апсурда, као и специфични захтеви филмске и телевизијске глуме.[6]

## Врсте глумаца и области деловања
Глумци се могу специјализовати за рад у различитим медијима и жанровима:
- Позоришни глумци: Наступају уживо на позоришној сцени.
- Филмски глумци: Глуме у филмовима, где се њихова изведба бележи камером и касније монтира.
- Телевизијски глумци: Наступају у телевизијским серијама, филмовима, емисијама.
- Гласовни глумци (дају глас ликовима у анимираним филмовима, синхронизацијама страних програма, радио-драмама, видео-играма, рекламама).
- Луткарски глумци: Анимирају лутке у луткарском позоришту.
- Пантомимичари и извођачи физичког театра.
- Каскадери: Изводе опасне сцене уместо главних глумаца, мада се ово сматра посебном вештином.

## Глумачке технике и приступи
Кроз историју и у савременој пракси развиле су се различите глумачке технике и методи:
- Систем Станиславског: Наглашава унутрашње проживљавање, емоционалну истинитост и стварање психолошки утемељеног лика.
- Методска глума: Развијена на основу система Станиславског (посебно у САД), фокусира се на емоционалну меморију и дубоку идентификацију са ликом.
- Технике Бертолта Брехта (епско позориште): Наглашавају дистанцу према лику (Verfremdungseffekt или ефекат очуђења) како би се подстакло критичко размишљање публике.
- Технике Јержија Гротовског (сиромашно позориште): Фокус на физичкој експресивности глумца и директном односу са публиком.
- Биомеханика Всеволода Мејерхољда: Стил глуме заснован на прецизним физичким радњама и покретима.

Многи глумци комбинују елементе различитих техника или развијају сопствени приступ.

## Вештине и образовање
За бављење глумом потребне су бројне вештине и квалитети:
- Уметнички таленат и креативност.
- Способност трансформације и уживљавања у различите ликове.
- Добра дикција, техника гласа и сценски говор.
- Физичка спремност и контрола тела.
- Емоционална интелигенција и емпатија.
- Способност памћења текста.
- Дисциплина, посвећеност и способност за тимски рад.
- Адаптибилност и способност реаговања на инструкције редитеља.

Формално глумачко образовање стиче се на академијама или факултетима драмских уметности. У Србији, најзначајније институције за образовање глумаца су Факултет драмских уметности Универзитета уметности у Београду и Академија уметности Универзитета у Новом Саду. Поред факултета, постоје и бројне глумачке школе, радионице и курсеви.

## Значајни глумци (као илустрација)
Историја позоришта и филма препуна је глумаца који су својим талентом и креацијама оставили неизбрисив траг. Неки од светски познатих глумаца су, на пример, Лоренс Оливије, Марлон Брандо, Мерил Стрип. У српској и југословенској кинематографији и позоришту, значајне улоге остварили су бројни глумци, а неки од најупечатљивијих и најпопуларнијих су Павле Вуисић, Зоран Радмиловић, Данило Бата Стојковић, Милена Дравић, Драган Николић. (За детаљнији преглед видети Списак српских глумаца).